# Antena de bocina

Tipos de antena de bocina: (a) piramidal (b) plano E sectorial (c) de plano H sectorial (d) cónica (e) exponenciales

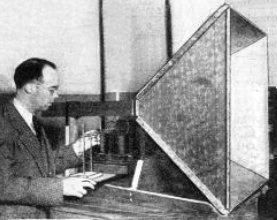
La primera antena de bocina moderna y su inventor, Wilmer Barrow en 1938

Una antena de bocina es una antena que consiste en una guía de onda en la cual el área de la sección se va incrementando progresivamente hasta un extremo abierto, que se comporta como una apertura.

## Tipos
Una guía de onda rectangular, que propaga el modo fundamental TE10, si se abre en el plano horizontal se denominará bocinas de plano H, si se abre en el plano vertical se denominará bocinas de plano E, y si se abre simultáneamente en ambos planos se denomina bocina piramidal.
La bocina cónica está formada por una guía de onda circular, que propaga el modo fundamental TE11, que se abre en forma de cono y termina en forma de apertura circular.

## Como trabajar
Una antena de bocina tiene una estructura de transición similar a la de una trompeta, lo que facilita una transición suave de la impedancia desde un medio confinado, como una guía de ondas, al espacio libre.
Sin tal estructura, el cambio abrupto de impedancia en la apertura de una guía de ondas simple de extremo abierto da como resultado una reflexión de energía significativa hacia la fuente. Esta reflexión genera ineficiencias, mayores relaciones de onda estacionaria (ROE) y patrones de radiación más amplios debido a la difracción.
Para mitigar estos problemas, los extremos de la guía de ondas se ensanchan para formar una bocina, cambiando gradualmente la impedancia a lo largo de su longitud. Este cono actúa como un transformador de adaptación de impedancia, lo que permite que la mayor parte de la energía de las olas irradie al espacio con una reflexión mínima. Los conos exponenciales son óptimos para minimizar la potencia reflejada, aunque los cuernos cónicos y piramidales se emplean más comúnmente debido a su diseño y fabricación más simples.

## Aplicaciones
Las bocinas se suelen utilizar para iluminar un reflector, formando lo que se denomina una antena parabólica. 
También se pueden utilizar de forma aislada, como antenas de cobertura global en satélites o bien formando agrupaciones, para conformar un determinado diagrama de radiación, para conseguir una cobertura de un continente o un país.
Las bocinas pueden utilizarse para transmitir o recibir ondas de una determinada polarización. Para transmitir o recibir simultáneamente en más de una polarización es necesario utilizar un dispositivo en guía de onda denominado ortomodo.